# Anablepsoides bahianus
Anablepsoides bahianus es un pez de agua dulce la familia de los rivulines en el orden de los ciprinodontiformes.

## Morfología
Cuerpo alargado y colorido típico de la familia, los machos pueden alcanzar los 5,5 cm de longitud máxima.

## Distribución geográfica
Se encuentran en Sudamérica: Brasil.